# Parakan Wetan
Parakan Wetan is een bestuurslaag in het regentschap Temanggung van de provincie Midden-Java, Indonesië. Parakan Wetan telt 6538 inwoners (volkstelling 2010).